# 官方律師
官方律師，在英屬香港意譯作檢察官，是普通法適用地區的一種大律師及律政人員（legal officer）。他們的職責為向官方或政府提供建議及在訴訟（在加拿大通常為民事，在政權移交前的香港則為民事及刑事）中擔任檢控人。在不同的時期及司法管轄區，他們的職責及頭銜可能會有所不同。他們也可能被稱為英皇按察使（King's Advocate）、女皇按察使（Queen's Advocate）或英廷按察使（Crown advocate）。
在加拿大多數省份，政府的律政人員被分為檢官（crown attorney，直譯為「官方受權人」）和官方律師（crown counsel）。在加拿大，「檢控官」（crown attorney）一詞更多被用於稱呼刑事案件中的公訴人；「官方律師」（crown counsel，或譯作「民事檢察官」）則用於指民事案件中政府的代表。
在錫蘭，隨著確立共和制的《1972年斯里蘭卡憲法》（Sri Lankan Constitution of 1972）的頒布，官方律師更名為「國家律師」（State Counsel）。
在香港，1997年政權移交後，1999年《法律適應化修改條例》（Adaption of Laws Ordinance）具追溯力（至1997年7月1日）的適應化修訂將檢察官（Crown Counsel）更名為「政府律師」（Government Counsel）。2007年，為彰顯司法獨立，刑事檢控科屬下的政府律師改稱「檢控官」（Public Prosecutor），其餘的（即負責民事事務的）律政人員則維持「政府律師」頭銜不變。